# Morti nel 1997/Agosto
| Questa pagina contiene informazioni ricavate automaticamente dalle voci biografiche con l'ausilio del template Bio e di un bot. L'aggiornamento è periodico e automatico e ricostruisce completamente la pagina. Se manca una persona in questa lista, sei pregato di non aggiungerla, ma accertati piuttosto che la sua voce biografica contenga il template Bio e che i dati anagrafici siano correttamente compilati. Se il template Bio manca, inseriscilo tu stesso o, in alternativa, metti l'avviso {{tmp\|Bio}} che ne segnala la mancanza. Se i dati riportati sono sbagliati, correggi direttamente la voce biografica; le modifiche saranno visibili in questa lista entro pochi giorni. Per chiarimenti vedi il progetto biografie. La lista contiene solo le 96 persone che sono citate nell'enciclopedia e per le quali è stato implementato correttamente il template Bio. Pagina aggiornata al 3 mar 2024. |

- 1º agosto - Ángel Acuña, cestista messicano (n. 1919)
- 1º agosto - Ngiratkel Etpison, politico palauano (n. 1925)
- 1º agosto - Svjatoslav Teofilovič Richter, pianista sovietico (n. 1915)
- 2 agosto - William S. Burroughs, scrittore, saggista e pittore statunitense (n. 1914)
- 2 agosto - Feim Ibrahimi, compositore albanese (n. 1935)
- 2 agosto - James Krüss, scrittore e illustratore tedesco (n. 1926)
- 2 agosto - Fela Kuti, rivoluzionario, cantante e compositore nigeriano (n. 1938)
- 3 agosto - Mladen Koščak, calciatore jugoslavo (n. 1936)
- 4 agosto - Jeanne Calment, supercentenaria francese (n. 1875)
- 4 agosto - Ariel Maughan, cestista statunitense (n. 1923)
- 5 agosto - Sergio Cuminetti, politico e imprenditore italiano (n. 1929)
- 6 agosto - Bill Behr, cestista statunitense (n. 1919)
- 6 agosto - Maria Antonietta Beluzzi, attrice italiana (n. 1930)
- 6 agosto - John Porter, hockeista su ghiaccio canadese (n. 1904)
- 6 agosto - Samuel Paul Welles, paleontologo statunitense (n. 1907)
- 7 agosto - Volker Prechtel, attore tedesco (n. 1941)
- 8 agosto - Maurizio Poggiali, ufficiale italiano (n. 1965)
- 8 agosto - Lyda C. Ripandelli, regista e sceneggiatrice italiana (n. 1916)
- 8 agosto - Paul Rudolph, architetto statunitense (n. 1918)
- 10 agosto - Antonio Azimonti, calciatore italiano (n. 1925)
- 10 agosto - Giulio Cattivelli, critico cinematografico e giornalista italiano (n. 1919)
- 10 agosto - Calogero Di Gloria, politico italiano (n. 1917)
- 10 agosto - Conlon Nancarrow, compositore statunitense (n. 1912)
- 12 agosto - Luther Allison, chitarrista statunitense (n. 1939)
- 12 agosto - Ambrogio Bessi, cestista italiano (n. 1915)
- 12 agosto - Raymond Bloch, latinista, etruscologo e storico francese (n. 1914)
- 12 agosto - Jack Delano, fotografo statunitense (n. 1914)
- 12 agosto - Gulshan Kumar, produttore cinematografico indiano (n. 1956)
- 12 agosto - Mario Montuori, direttore della fotografia italiano (n. 1920)
- 13 agosto - Vladimir Gribov, fisico sovietico (n. 1930)
- 13 agosto - Harlow Rothert, pesista, discobolo e multiplista statunitense (n. 1908)
- 13 agosto - Ali Yata, attivista e politico marocchino (n. 1920)
- 14 agosto - Camillo Ferrè, calciatore italiano (n. 1908)
- 14 agosto - Charlie Fleming, calciatore scozzese (n. 1927)
- 14 agosto - Guido Vincenzi, allenatore di calcio e calciatore italiano (n. 1932)
- 15 agosto - Lawrence Morgan, cavaliere australiano (n. 1915)
- 15 agosto - Oreste Menighetti, calciatore italiano (n. 1916)
- 15 agosto - Salvatore Stornello, politico italiano (n. 1924)
- 16 agosto - Yanick Dupré, hockeista su ghiaccio canadese (n. 1972)
- 16 agosto - Nusrat Fateh Ali Khan, cantante e musicista pakistano (n. 1948)
- 16 agosto - Jacques Pollet, pilota automobilistico francese (n. 1922)
- 16 agosto - Plum Mariko, wrestler giapponese (n. 1967)
- 17 agosto - Secondo Magni, ciclista su strada italiano (n. 1912)
- 17 agosto - Jan Rogowski, militare e aviatore polacco (n. 1915)
- 18 agosto - Domenico Amoroso, vescovo cattolico italiano (n. 1927)
- 18 agosto - Silvio Bisio, pittore e scultore italiano (n. 1914)
- 18 agosto - Marija Prymačenko, pittrice ucraina (n. 1909)
- 18 agosto - Paride Rombi, scrittore italiano (n. 1921)
- 18 agosto - Robert Swenson, wrestler, attore e pugile statunitense (n. 1957)
- 19 agosto - Walter Sabatelli, pittore italiano (n. 1925)
- 19 agosto - Mario Velarde, allenatore di calcio e calciatore messicano (n. 1940)
- 20 agosto - Scott Armstrong, cestista statunitense (n. 1913)
- 20 agosto - Sennuccio Benelli, giornalista, attore e drammaturgo italiano (n. 1920)
- 20 agosto - Norris Bradbury, fisico statunitense (n. 1909)
- 20 agosto - William Humphrey, scrittore statunitense (n. 1924)
- 20 agosto - Serge Peretti, ballerino e coreografo italiano (n. 1905)
- 20 agosto - Vittorio Russo, filologo e italianista italiano (n. 1934)
- 21 agosto - Jurij Vladimirovič Nikulin, attore e circense russo (n. 1921)
- 21 agosto - Misael Pastrana Borrero, politico colombiano (n. 1923)
- 22 agosto - Alvaro d'Orléans, nobile francese (n. 1910)
- 22 agosto - Matti Sippala, giavellottista e multiplista finlandese (n. 1908)
- 22 agosto - Robin Skelton, scrittore e poeta britannico (n. 1925)
- 22 agosto - Mary Louise Smith, politica e attivista statunitense (n. 1914)
- 22 agosto - Roy Zimmerman, giocatore di football americano statunitense (n. 1918)
- 23 agosto - John Kendrew, biochimico e cristallografo inglese (n. 1917)
- 24 agosto - Davide Ancilotto, cestista italiano (n. 1974)
- 24 agosto - Hardial Bains, politico indiano (n. 1939)
- 24 agosto - Piero Camporesi, filologo, critico letterario e storico italiano (n. 1926)
- 24 agosto - Accursio Di Leo, attore e regista italiano (n. 1917)
- 24 agosto - Walter George Dürst, sceneggiatore, autore televisivo e regista brasiliano (n. 1922)
- 24 agosto - Louis Essen, fisico inglese (n. 1908)
- 24 agosto - Tete Montoliu, pianista e compositore spagnolo (n. 1933)
- 24 agosto - Zofia Rydet, fotografa polacca (n. 1911)
- 24 agosto - Gigi Villoresi, pilota automobilistico italiano (n. 1909)
- 25 agosto - Vittor Ugo Bistoni, storico e politico italiano (n. 1925)
- 25 agosto - Mauro Cristofani, archeologo e etruscologo italiano (n. 1941)
- 25 agosto - Muriel Frances Dana, attrice statunitense (n. 1916)
- 25 agosto - Peter Dews, regista britannico (n. 1929)
- 25 agosto - Robert Pinget, scrittore svizzero (n. 1919)
- 25 agosto - Calogero Vinti, matematico italiano (n. 1926)
- 26 agosto - Marcello Aliprandi, regista italiano (n. 1934)
- 27 agosto - Sotiria Bellou, cantante e attivista greca (n. 1921)
- 27 agosto - Sally Blane, attrice statunitense (n. 1910)
- 27 agosto - Johannes Edfelt, poeta e critico letterario svedese (n. 1904)
- 28 agosto - Dionigi Besozzi, cestista italiano (n. 1907)
- 28 agosto - Francesco Gavioli, presbitero e storico italiano (n. 1909)
- 28 agosto - Sergio Rampini, calciatore e allenatore di calcio italiano (n. 1917)
- 29 agosto - Toshiya Fujita, regista giapponese (n. 1932)
- 29 agosto - Costantino Cristiano Luna Pianegonda, vescovo cattolico italiano (n. 1910)
- 30 agosto - Ernest Wilimowski, calciatore tedesco (n. 1916)
- 30 agosto - Veselin Đuranović, politico jugoslavo (n. 1925)
- 31 agosto - Franco De Felice, storico italiano (n. 1937)
- 31 agosto - Dodi Al-Fayed, imprenditore, produttore cinematografico e produttore discografico egiziano (n. 1955)
- 31 agosto - Will Hare, attore statunitense (n. 1916)
- 31 agosto - Mohammad Karim Pirnia, storico dell'architettura e architetto iraniano (n. 1920)
- 31 agosto - Diana Spencer, filantropa inglese (n. 1961)